# Xepicula leucotrichoides
Xepicula leucotrichoides är en svampart som beskrevs av Nag Raj 1993. Xepicula leucotrichoides ingår i släktet Xepicula, divisionen sporsäcksvampar och riket svampar.   Inga underarter finns listade i Catalogue of Life.